# 전구 (전쟁)
전구(戰區, 미국 영어: theater, 영국 영어: theatre)는 전쟁에서 중요한 군사적 사건이 일어나거나 진행되고 있는 지역이나 장소를 뜻한다. 전구는 전쟁 작전이 잠재적으로 관여할 수 있는 육상전, 해상전, 공중전의 전 구역을 포함한다. theater는 전역(戰域)이나 작전 구역, 작전 지구 등으로 번역되기도 한다.

## 전쟁 전구
전쟁 전구(Theater of war; TW)는 독자적으로 전쟁이 벌어지는 구역을 나타내는 가장 포괄적인 용어로, 카를 폰 클라우제비츠는 그의 저서 전쟁론에서 이 용어를 다음과 같이 정의하고 있다.
| “ | "전쟁이 펼쳐지고 있는 공간의 경계가 보호되는 부분을 적절히 나타내면, 전쟁 전구는 일종의 독립성을 지니게 된다. 이러한 보호된 경계는 요새나 중요 자연 장애물 또는 전쟁으로 둘러싸여 있는 나머지 공간으로부터 상당히 떨어진 거리에서 분리되어 구성된다. 이러한 부분은 단순히 전체의 일부분이 아니라, 그 자체로 완전한 작은 전체이다. 그리고 결과적으로 그것은 대체로 전장의 다른 지점에서 일어나는 변화가 단지 간접적이거나 아무런 직접적 영향을 주지 않는 상태이다. 이에 대해 좀 더 정확히 설명하자면, 한편에서는 전진하고 있는 반면에 다른 한편에서는 후퇴가 일어나고 있다거나, 한편에서는 방어적으로 행동하고 있는 반면에 다른 한편에서는 공격이 행해지고 있다는 것을 가정한다. 그러나 이처럼 명확하게 정의된 개념이 보편적으로 적용될 수 있는 것은 아니다. 이는 단순히 구분선을 나타내는데 사용될 뿐이다." | ” |

## 작전 전구
작전 전구(Theater of Operations; TO)는 전쟁 전구의 하위 지역이다. 작전 전구의 경계는 작전 전구에서 특정한 전투 작전을 지휘하는 지휘관에 의해 정의된다.
작전 전구는 전시인지 아니면 평시인지에 따라 전략 사령부 또는 전역으로 나뉜다. 미군의 작전 전구는 특정 군사적 작전 전구에 할당된 통합 전투 사령부로 나뉜다.
또한 미군에서 사용하는 전략이라는 용어는 종종 미국 전략사령부와 같이 미사일 사령부와도 연관이 있다. 이는 군사 작전의 전구에서 군사 자원을 효과적으로 배치할 수 있도록 하는 중요한 전략 사령부이다. 일반적으로 전략 사령부는 전술적 군사 편성이나 작전 명령과 결합한다. 현대 군사전에서 전략 사령부는 군집단과 조합된 전투사령부로 더 잘 알려져 있다.

## 나라별 운영사례

### 중화민국
항일전쟁전구(抗日戰爭戰區)는 루거우차오 사건을 계기로 발발한 중일 전쟁에서 일본군에게 효과적으로 대응하기 위해 중화민국 국민정부 군사위원회에서 설립한 전구였다. 상하이 전투 도중에 항일전쟁전구 편제가 도입되어, 1945년까지 총 14개의 전구가 설립되었다. 일본이 항복한 후, 전구를 운영하는 목적을 달성하여 필요없어지자, 行轅, 행령→군령, 綏靖公署→회유공서, 剿匪總司令部, 토비총사령부→도적진압총사령부 등으로 개편되었다.

### 중화인민공화국
2017년, 시진핑의 중국 인민해방군 개편에 따라 7개 대군구를 5개 전구로 재편성되었다.

## 같이 보기
- 전장
- 미국 육군 유럽 작전전구
- 유럽 전구 (제2차 세계 대전)
- 통제위치